# Martín Zúñiga (cầu thủ bóng đá, sinh 1993)
Martín Eduardo Zúñiga Barria (sinh ngày 14 tháng 4 năm 1993) là một cầu thủ bóng đá người México  thi đấu ở vị trí tiền đạo cho Cruz Azul.

## Thống kê sự nghiệp

### Câu lạc bộ
Tính đến trận đấu diễn ra ngày 26 tháng 1 năm 2016
| Câu lạc bộ          | Mùa giải            | Giải vô địch        | Giải vô địch | Giải vô địch | Cúp     | Cúp       | Châu lục | Châu lục  | Khác1   | Khác1     | Tổng cộng | Tổng cộng |
| Câu lạc bộ          | Mùa giải            | Hạng đấu            | Số trận      | Bàn thắng    | Số trận | Bàn thắng | Số trận  | Bàn thắng | Số trận | Bàn thắng | Số trận   | Bàn thắng |
| ------------------- | ------------------- | ------------------- | ------------ | ------------ | ------- | --------- | -------- | --------- | ------- | --------- | --------- | --------- |
| América             | 2012–13             | Liga MX             | 4            | 5            | 8       | 6         | —        | —         | —       | —         | 12        | 6         |
| América             | 2014–15             | Liga MX             | 13           | 0            | —       | —         | 7        | 5         | —       | —         | 20        | 5         |
| América             | 2015–16             | Liga MX             | 5            | 0            | —       | —         | 2        | 0         | 1       | 1         | 8         | 1         |
| América             | Tổng cộng           | Tổng cộng           | 22           | 0            | 8       | 6         | 9        | 5         | 1       | 1         | 40        | 12        |
| Chiapas (mượn)      | 2013–14             | Liga MX             | 19           | 2            | 11      | 4         | —        | —         | —       | —         | 30        | 6         |
| Chiapas (mượn)      | Tổng cộng           | Tổng cộng           | 19           | 2            | 11      | 4         | —        | —         | —       | —         | 30        | 6         |
| Dorados (mượn)      | 2015–16             | Liga MX             | 3            | 0            | 1       | 0         | —        | —         | —       | —         | 4         | 0         |
| Dorados (mượn)      | Tổng cộng           | Tổng cộng           | 3            | 0            | 1       | 0         | —        | —         | —       | —         | 4         | 0         |
| Tổng cộng sự nghiệp | Tổng cộng sự nghiệp | Tổng cộng sự nghiệp | 44           | 2            | 20      | 10        | 9        | 5         | 1       | 1         | 74        | 18        |

## Danh hiệu
América
- Liga MX: Clausura 2013, Apertura 2014
- CONCACAF Champions League: 2014-15

### Cá nhân
- CONCACAF Champions League: Cầu thủ trẻ xuất sắc nhất 2014–15

### Quốc tế
Mexico U-23
- Central American và Caribbean Games: 2014